# بیدرواز
بیرواس، روستایی از توابع بخش نوسود شهرستان پاوه در استان کرمانشاه ایران است.
این روستا شمالی ترین نقطه استان کرمانشاه از لحاظ مختصات جغرافیایی و مسکونی بودن است.
نام این روستا در گذشته بیدرواز بود که با مصوبۀ هیأت وزیران در شهریور ۱۴۰۲ به‌صورت رسمی به بیرواس تغییر یافت.

## جمعیت
روستای بیرواس در دهستان سیروان قرار دارد و براساس سرشماری مرکز آمار ایران در سال ۱۳۸۵، جمعیت آن ۵۲ نفر (۲۴خانوار) بوده‌است.